# Christoph Thoma
Christoph Thoma (* 3. Oktober 1973 in Bregenz) ist ein österreichischer Kulturmanager und Politiker (ÖVP). Ab dem 6. November 2019 war er Abgeordneter zum Vorarlberger Landtag. Seit dem 6. November 2024 ist er vom Vorarlberger Landtag entsendetes Mitglied des Bundesrates.

## Werdegang
Thoma maturierte am Bundesgymnasium in Bregenz und studierte anschließend am Vorarlberger Landeskonservatorium in Feldkirch Trompete, Chor- und Ensembleleitung. Von 2002 bis 2006 leitete er den Bereich Musikvermittlung bei Jeunesse Österreich in Wien. 2006 kehrte er nach Vorarlberg zurück und leitete bis 2008 Bludenz Kultur. Als Geschäftsführer und künstlerischer Leiter der Grazer Spielstätten Orpheum, Dom im Berg und der Schloßbergbühne Kasematten GmbH war er zwischen 2008 und 2012 in Graz tätig. Ende 2012 übernahm er die Geschäftsführung von Bregenz Tourismus und Stadtmarketing in Bregenz. In seine Amtszeit fällt die Auszeichnung Bregenz als „Stadtmarke des Jahres 2014“ im Rahmen der neunten Kulturmarken-Awards auf der „Night of Cultural Brands“ in Berlin.
In seiner Funktion als Tourismuschef brachte er die Bewerbung der Rheintalstädte Bregenz, Dornbirn, Feldkirch und Hohenems als Europäische Kulturhauptstadt 2024 ins Rollen. 

Danach folgte ein kurzes Intermezzo als Direktor für Tourismus, Kultur und Veranstaltungen bei Esterházy im Sommer 2016. Dort war er kurze Zeit für die Positionierungen der Standorte Schloss Esterházy, Burg Forchtenstein, Schloss Lackenbach und die Oper im Steinbruch St. Margarethen verantwortlich.
Mitte September 2016 kehrte Thoma nach Vorarlberg zurück. Gleichzeitig unterstützte er die Rheintalstädte bis Ende 2016 als Kulturhauptstadt-Berater.
2017 gründete er nach seiner Rückkehr nach Vorarlberg das Unternehmen Culturelab, das er bis Ende 2022 führte. In diesem beschäftigte er sich mit der Verknüpfung von Stadt und Kultur. So unterstützte er etwa die Stadt Chemnitz bei ihrer Bewerbung als Europäische Kulturhauptstadt 2025 in Deutschland.
Mit 9. Jänner 2023 wurde Christoph Thoma zum Direktor des Wirtschaftsbunds Vorarlberg bestellt, nachdem sein Vorgänger wegen Vorwürfen der Steuerhinterziehung und Inseratenkorruption den Posten hatte verlassen müssen.

## Politischer Werdegang
Christoph Thoma war von 9. Juli 2015 bis zu seinem Wechsel nach Eisenstadt am 30. Juni 2016 Stadtrat für kulturelle Angelegenheiten in Bludenz. Nach seiner Rückkehr nach Vorarlberg wurde er am 23. März 2017 von der Stadtvertretung abermals zum Stadtrat für Kultur und Vereinswesen in Bludenz gewählt. Seit Juli 2018 ist er stellvertretender Stadtparteiobmann der Bludenzer Volkspartei und Mitglied des Landesvorstandes der Vorarlberger Volkspartei sowie der Bezirksleitung des Bezirks Bludenz. Im April 2019 wurde er auf Listenplatz 1 der VP-Landesliste für die Landtagswahl in Vorarlberg 2019 gewählt.
Für die Landtagswahl 2024 verzichtete er auf eine Kandidatur. In der konstituierenden Sitzung der XXXII. Gesetzgebungsperiode am 6. November 2024 wurde zum Bundesrat gewählt. Er folgte in diesem Amt Heike Eder nach, die in den Nationalrat wechselte.

## Privates
Christoph Thoma, in Bludenz wohnhaft, ist verheiratet und Vater zweier Töchter.